# Campionati del mondo di ciclismo su pista 2024 - Omnium maschile
La gara di omnium maschile ai Campionati del mondo di ciclismo su pista 2024 si è svolta il 19 ottobre 2024. Vi hanno partecipato 24 atleti da altrettante nazioni.

## Podio
| Pos.    | Atleta            | Nazione     |
| ------- | ----------------- | ----------- |
| Oro     | Lindsay De Vylder | Belgio      |
| Argento | Simone Consonni   | Italia      |
| Bronzo  | Yanne Dorenbos    | Paesi Bassi |

## Risultati

### Scratch[2]
| Posizione | Atleta               | Nazione           | Giri persi | Punti della prova |
| --------- | -------------------- | ----------------- | ---------- | ----------------- |
| 1         | Yanne Dorenbos       | Paesi Bassi       | 0          | 40                |
| 2         | Simone Consonni      | Italia            | 0          | 38                |
| 3         | Shunsuke Imamura     | Giappone          | 0          | 36                |
| 4         | Grant Koontz         | Stati Uniti       | 0          | 34                |
| 5         | Rui Oliveira         | Portogallo        | 0          | 32                |
| 6         | Alan Banaszek        | Polonia           | 0          | 30                |
| 7         | Simon Vitzthum       | Svizzera          | 0          | 28                |
| 8         | Tim Torn Teutenberg  | Germania          | 0          | 26                |
| 9         | Tobias Hansen        | Danimarca         | 0          | 24                |
| 10        | Lindsay De Vylder    | Belgio            | 0          | 22                |
| 11        | Dylan Bibic          | Canada            | 0          | 20                |
| 12        | Ethan Hayter         | Gran Bretagna     | 0          | 18                |
| 13        | Oscar Nilsson-Julien | Francia           | 0          | 16                |
| 14        | Sebastián Mora       | Spagna            | 0          | 14                |
| 15        | Bernard Van Aert     | Indonesia         | 0          | 12                |
| 16        | Jan Voneš            | Rep. Ceca         | 0          | 10                |
| 17        | Bertold Drijver      | Ungheria          | 0          | 8                 |
| 18        | Liam Walsh           | Australia         | 0          | 6                 |
| 19        | Ramis Dinmukhametov  | Kazakistan        | 0          | 4                 |
| 20        | Juan Arango          | Colombia          | 0          | 2                 |
| 21        | Fernando Nava        | Messico           | 0          | 1                 |
| 22        | Harshveer Sekhon     | India             | 1          | 1                 |
| 23        | Kai Kwong Tso        | Hong Kong         | 1          | 1                 |
| 24        | Akil Campbell        | Trinidad e Tobago | 1          | 1                 |

### Tempo race[3]
| Posizione | Atleta               | Nazione           | Punti giro | Punti sprint | Punti totali | Punti della prova |
| --------- | -------------------- | ----------------- | ---------- | ------------ | ------------ | ----------------- |
| 1         | Oscar Nilsson-Julien | Francia           | 20         | 4            | 24           | 40                |
| 2         | Yanne Dorenbos       | Paesi Bassi       | 20         | 4            | 24           | 38                |
| 3         | Ethan Hayter         | Gran Bretagna     | 20         | 3            | 23           | 36                |
| 4         | Lindsay De Vylder    | Belgio            | 20         | 2            | 22           | 34                |
| 5         | Simon Vitzthum       | Svizzera          | 20         | 1            | 21           | 32                |
| 6         | Simone Consonni      | Italia            | 20         | 1            | 21           | 30                |
| 7         | Sebastián Mora       | Spagna            | 0          | 6            | 6            | 28                |
| 8         | Tobias Hansen        | Danimarca         | 0          | 4            | 4            | 26                |
| 9         | Rui Oliveira         | Portogallo        | 0          | 3            | 3            | 24                |
| 10        | Alan Banaszek        | Polonia           | 0          | 2            | 2            | 22                |
| 11        | Dylan Bibic          | Canada            | 0          | 2            | 2            | 20                |
| 12        | Tim Torn Teutenberg  | Germania          | 0          | 2            | 2            | 18                |
| 13        | Liam Walsh           | Australia         | 0          | 1            | 1            | 16                |
| 14        | Ramis Dinmukhametov  | Kazakistan        | 0          | 1            | 1            | 14                |
| 15        | Grant Koontz         | Stati Uniti       | 0          | 0            | 0            | 12                |
| 16        | Jan Voneš            | Rep. Ceca         | 0          | 0            | 0            | 10                |
| 17        | Fernando Nava        | Messico           | 0          | 0            | 0            | 8                 |
| 18        | Shunsuke Imamura     | Giappone          | 0          | 0            | 0            | 6                 |
| 19        | Kai Kwong Tso        | Hong Kong         | 0          | 0            | 0            | 4                 |
| 20        | Bernard Van Aert     | Indonesia         | 0          | 0            | 0            | 2                 |
| 21        | Juan Arango          | Colombia          | 0          | 0            | 0            | 1                 |
| 22        | Akil Campbell        | Trinidad e Tobago | -20        | 0            | -20          | 1                 |
| 23        | Harshveer Sekhon     | India             | -20        | 0            | -20          | 1                 |
| –         | Bertold Drijver      | Ungheria          | DNF        | DNF          | DNF          | DNF               |

### Eliminazione[4]
| Posizione | Atleta               | Nazione           | Punti della prova |
| --------- | -------------------- | ----------------- | ----------------- |
| 1         | Ethan Hayter         | Gran Bretagna     | 40                |
| 2         | Rui Oliveira         | Portogallo        | 38                |
| 3         | Simone Consonni      | Italia            | 36                |
| 4         | Yanne Dorenbos       | Paesi Bassi       | 34                |
| 5         | Dylan Bibic          | Canada            | 32                |
| 6         | Sebastián Mora       | Spagna            | 30                |
| 7         | Lindsay De Vylder    | Belgio            | 28                |
| 8         | Tobias Hansen        | Danimarca         | 26                |
| 9         | Alan Banaszek        | Polonia           | 24                |
| 10        | Simon Vitzthum       | Svizzera          | 22                |
| 11        | Oscar Nilsson-Julien | Francia           | 20                |
| 12        | Liam Walsh           | Australia         | 18                |
| 13        | Tim Torn Teutenberg  | Germania          | 16                |
| 14        | Ramis Dinmukhametov  | Kazakistan        | 14                |
| 15        | Shunsuke Imamura     | Giappone          | 12                |
| 16        | Akil Campbell        | Trinidad e Tobago | 10                |
| 17        | Bernard Van Aert     | Indonesia         | 8                 |
| 18        | Fernando Nava        | Messico           | 6                 |
| 19        | Jan Voneš            | Rep. Ceca         | 4                 |
| 20        | Juan Arango          | Colombia          | 2                 |
| 21        | Harshveer Sekhon     | India             | 1                 |
| 22        | Kai Kwong Tso        | Hong Kong         | 1                 |
| 23        | Grant Koontz         | Stati Uniti       | 1                 |

### Corsa a punti e classifica generale[5]
I punti totali considerano anche i punti ottenuti negli eventi precedenti e fungono da classifica finale.
| Posizione | Atleta               | Nazione           | Punti giro | Punti sprint | Punti totali |
| --------- | -------------------- | ----------------- | ---------- | ------------ | ------------ |
| 1         | Lindsay De Vylder    | Belgio            | 60         | 6            | 150          |
| 2         | Simone Consonni      | Italia            | 20         | 14           | 138          |
| 3         | Yanne Dorenbos       | Paesi Bassi       | 0          | 16           | 128          |
| 4         | Oscar Nilsson-Julien | Francia           | 40         | 11           | 127          |
| 5         | Ethan Hayter         | Gran Bretagna     | 20         | 11           | 125          |
| 6         | Rui Oliveira         | Portogallo        | 20         | 10           | 124          |
| 7         | Sebastián Mora       | Spagna            | 40         | 5            | 117          |
| 8         | Tim Torn Teutenberg  | Germania          | 40         | 6            | 106          |
| 9         | Simon Vitzthum       | Svizzera          | 20         | 3            | 105          |
| 10        | Alan Banaszek        | Polonia           | 20         | 2            | 98           |
| 11        | Shunsuke Imamura     | Giappone          | 40         | 4            | 98           |
| 12        | Tobias Hansen        | Danimarca         | 20         | 1            | 97           |
| 13        | Grant Koontz         | Stati Uniti       | 20         | 20           | 87           |
| 14        | Dylan Bibic          | Canada            | 0          | 3            | 75           |
| 15        | Liam Walsh           | Australia         | 20         | 3            | 63           |
| 16        | Jan Voneš            | Rep. Ceca         | 0          | 1            | 25           |
| 17        | Fernando Nava        | Messico           | 0          | 0            | 15           |
| 18        | Ramis Dinmukhametov  | Kazakistan        | -20        | 0            | 12           |
| 19        | Juan Arango          | Colombia          | 0          | 5            | 10           |
| 20        | Kai Kwong Tso        | Hong Kong         | 0          | 0            | 6            |
| 21        | Bernard Van Aert     | Indonesia         | -20        | 0            | 2            |
| 22        | Akil Campbell        | Trinidad e Tobago | -40        | 0            | -28          |
| 23        | Harshveer Sekhon     | India             | -40        | 0            | -77          |